# Den grønne fattigdom
Den grønne fattigdom er en dansk dokumentarfilm fra 1983 med instruktion og manuskript af Jens Ravn.

## Handling
Bag det smukke og frodige Bangladeshs grønne facade er virkeligheden en anden. Fattigdommen, kampen for overlevelse, er hverdag for de fleste. Sådan er det også i provinsen Noakhali, hvor danske rådgivere søger at hjælpe på den danske stats vegne, gennem DANIDA. I landdistriktet bor de fleste i barrier - et fællesskab, som kan være udgangspunkt for den hjælp til selvhjælp, som danskerne giver. Filmen følger blandt andet en familie for at introducere problemerne, som også udspringer af et patriarkalsk, religiøst dikteret, kvindeundertrykkende samfund. Rådgiverne har sat håndværksprojekter i gang for kvinder, etableret et væld af skoler, undervist i ernæring og meget andet. Hjælpen skønnes at have nået 60.000, men der er meget, meget langt igen i et samfund, hvor også kontrasten mellem rig og fattig stiller sig hindrende for fremskridt. (Se også »).